# Тимергара
Тимергара (англ. Timergara) — город в Пакистане, столица округа Нижний Дир провинции Хайбер-Пахтунхва. Расположен на западном берегу реки Панжкора.

## Инфраструктура
В городе есть государственный колледж и школа для девочек и мальчиков, дети обучаются раздельно по половому признаку. Есть также много частных школ и колледжей.
Тимергара имеет слабо развитое сельское хозяйство и промышленность. Экономика города зависит от пакистанцев проживающих за рубежом, которые отправляют деньги родственникам из заграницы.

## Демография
| 1998   | 2010   |
| ------ | ------ |
| 43 774 | 45 678 |